# Dinosaur Isle
Dinosaur Isle est un centre d'interprétation et un muséum de la petite ville côtière de Sandown consacré aux dinosaures découverts sur l'île de Wight, au sud de l'Angleterre.
Le Muséum a été dessiné par Rainey Petrie Johns, un architecte de l'île de Wight. De face, il a la forme d'un ptérosaure et de profil, celle d'un sauropoda. 
L'île de Wight est une destination géotouristique importante en Europe. Dès 1816, un premier guide touristique écrit par Thomas Webster's (1773-1844) comportait déjà une partie importante consacrée à la géologie de l'île. En effet, les gisements du Crétacé inférieur connu sous le nom de formation de Wealden sont riches en fossiles particulièrement de dinosaures. On trouve également des affleurements marins du Crétacé supérieur ainsi que des gisements du Paléocène. 

## Historique
Tout au long du XIXe siècle, de nombreux collectionneurs tel le révérend William Fox (1813–1881) exhumèrent les types de nouvelles espèces : Aristosuchus, Hypsilophodon foxii ou Polacanthus foxii. La plupart des découvertes quittaient alors le territoire de l’île, c’est pourquoi le Conseil de l’île de Wight entama sa propre collection.
En 1914 un premier musée de géologie de l’île a ouvert ses portes à Sandown. 
Dinosaur Isle, le nouveau musée inauguré en 2001, d'un coût de 2,7 millions de livres sterling, il a été financé par le Conseil de l'île de Wight et la loterie nationale. Il abrite 40.000 spécimens, formant quelque 200 types.
Le musée propose, outre la visite, de nombreuses sorties de terrain sur les principaux sites paléontologiques de l'île. 

## Exposition
La visite du musée commence par la présentation des différents écosystèmes passés dont on peut retrouver les témoins en différentes parties de l'île.
La grande salle centrale est consacrée aux dinosaures. On y découvre de nombreuses répliques et modèles à taille réelle dont des ornitischiens : Iguanodon, Polacanthus et Hypsilophodon ainsi que des saurischiens comme Eotyrannus,  ou Neovenator -  Neovenator salerii a été découvert en 1978 et décrit par Steve Hutt l'un des préparateurs du muséum. 
Le squelette de l'Iguanodon Pink Iggy est particulièrement intéressant. Il a été découvert en 1976 par Steve Hutt en position quasi anatomique.
Sur un des murs de la salle des reconstitutions de têtes de différents ptérosaures sont exposés. En effet le muséum abrite l'holotype de Caulkicephalus

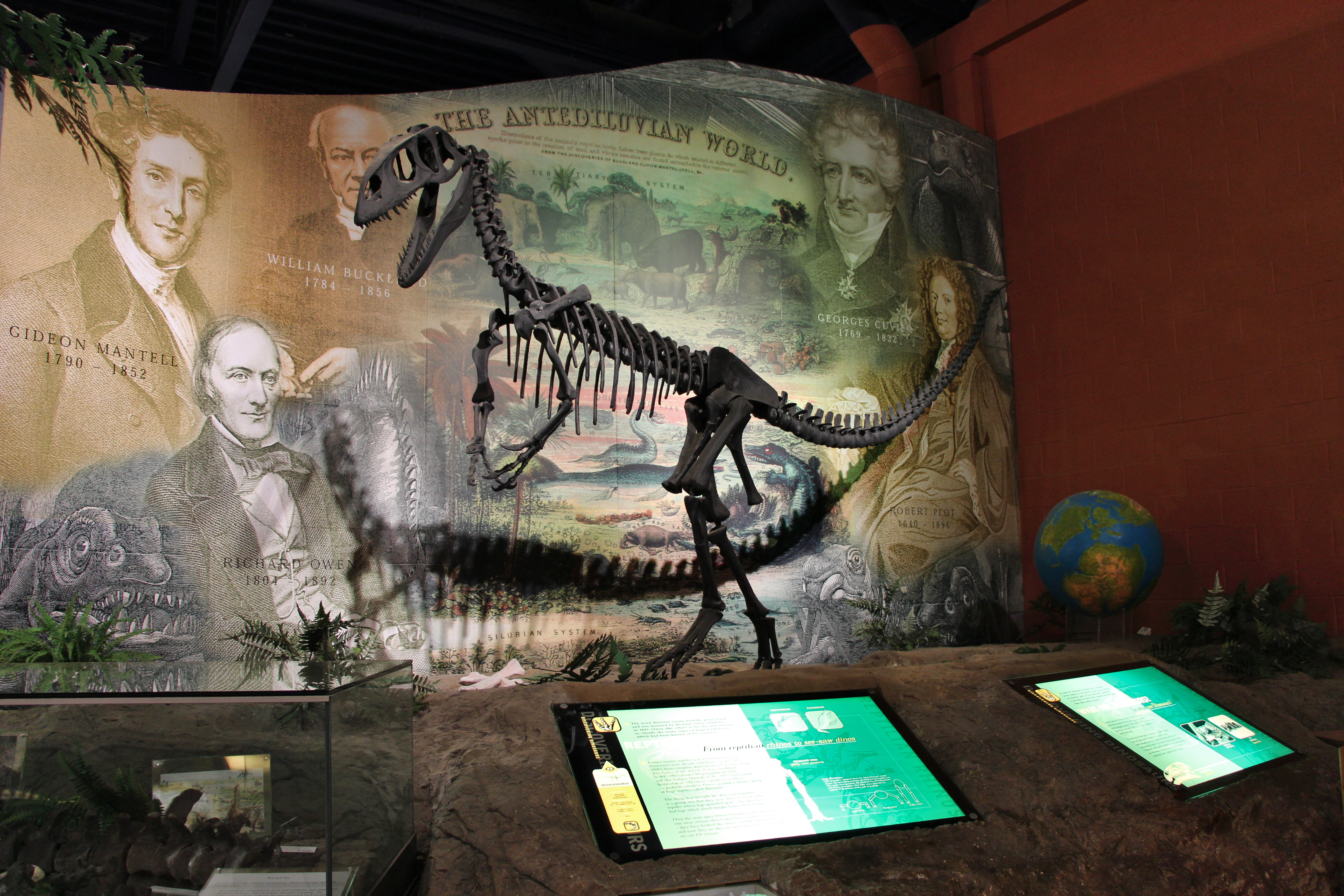
Les premières découvertes de dinosaures en Angleterre
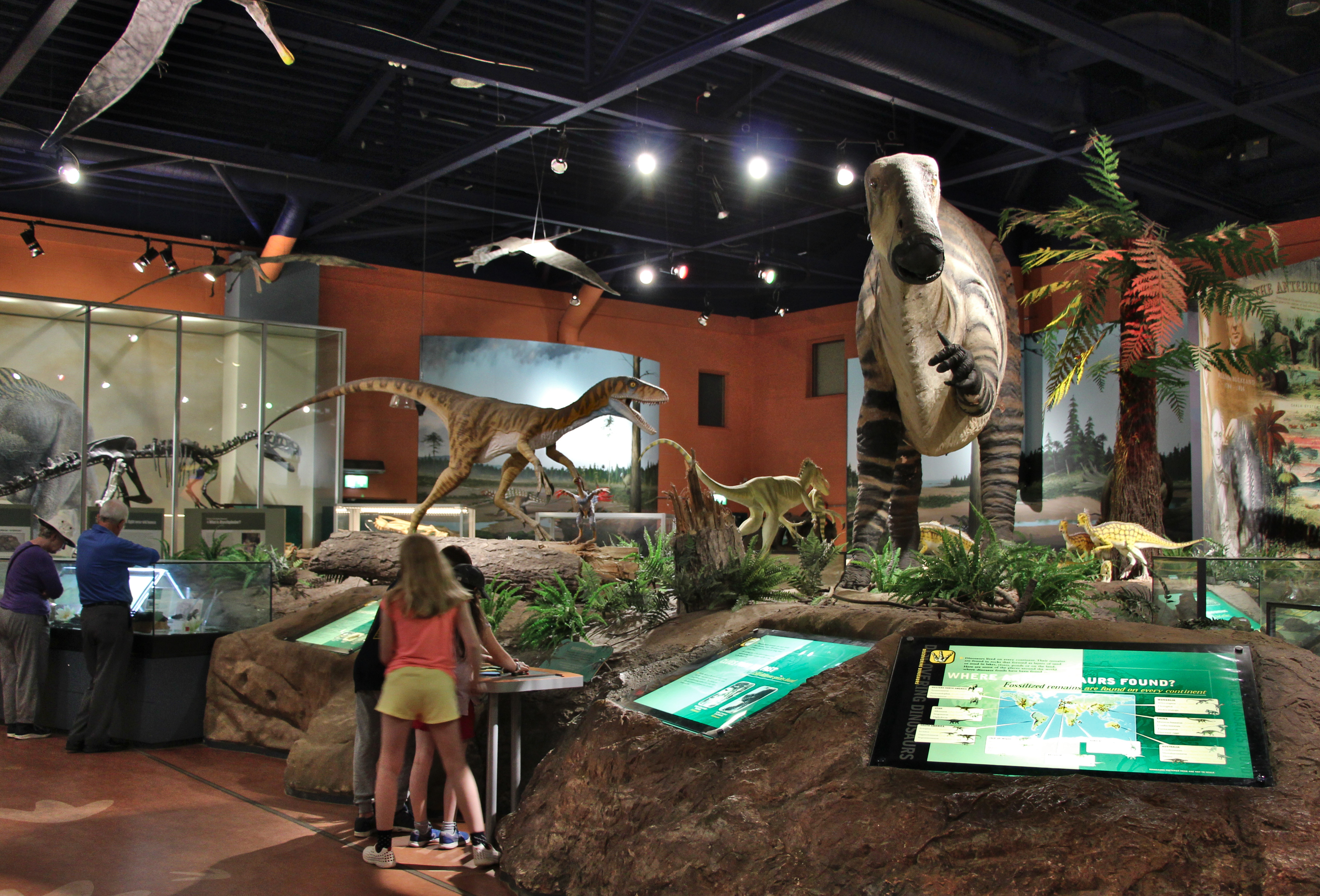
La salle consacrée aux dinosaures

Lors des visites il est possible de rencontrer les préparateurs du musée et de discuter avec eux.

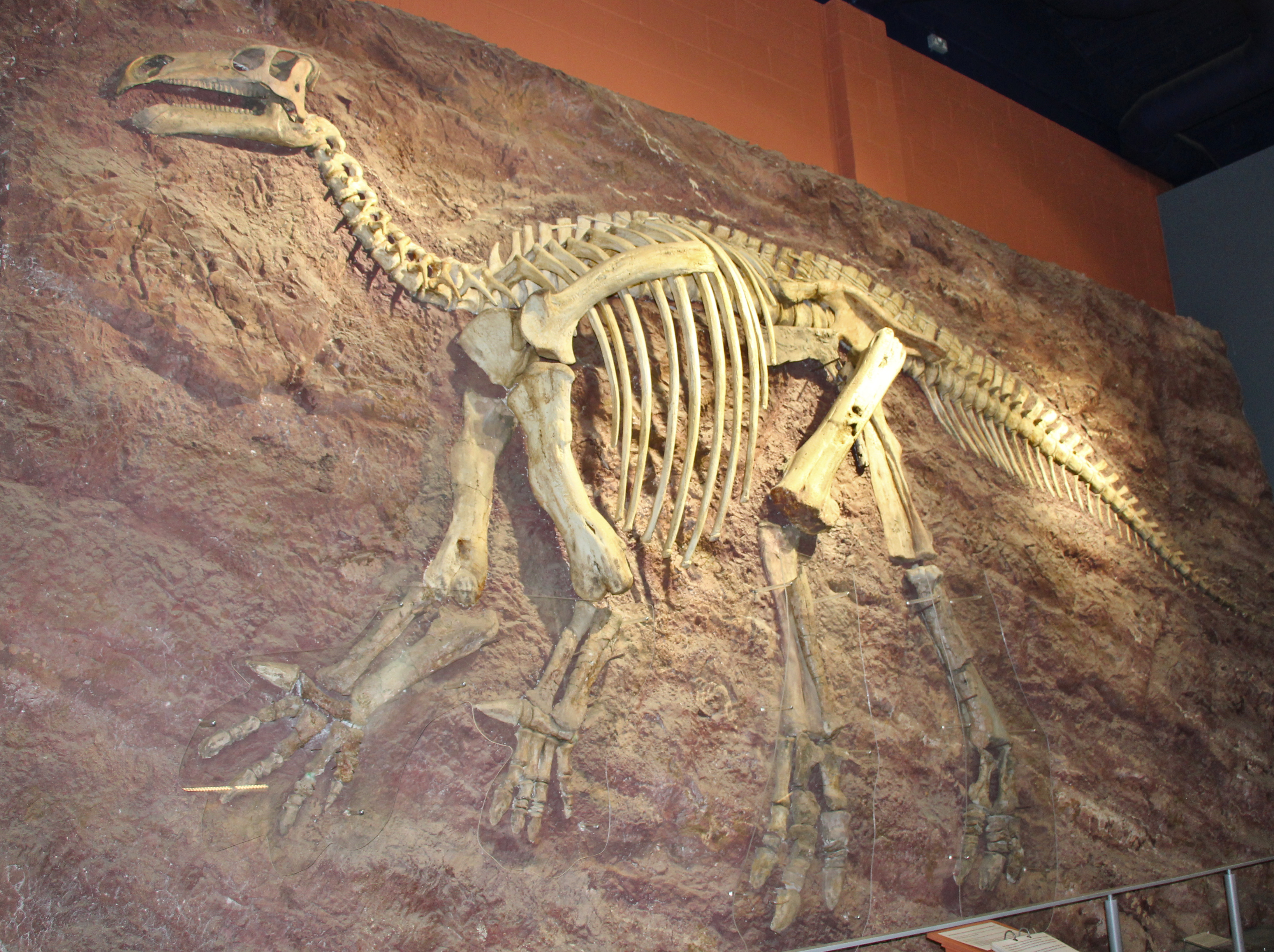
Pink Iggy, un squelette d'Iguanodon
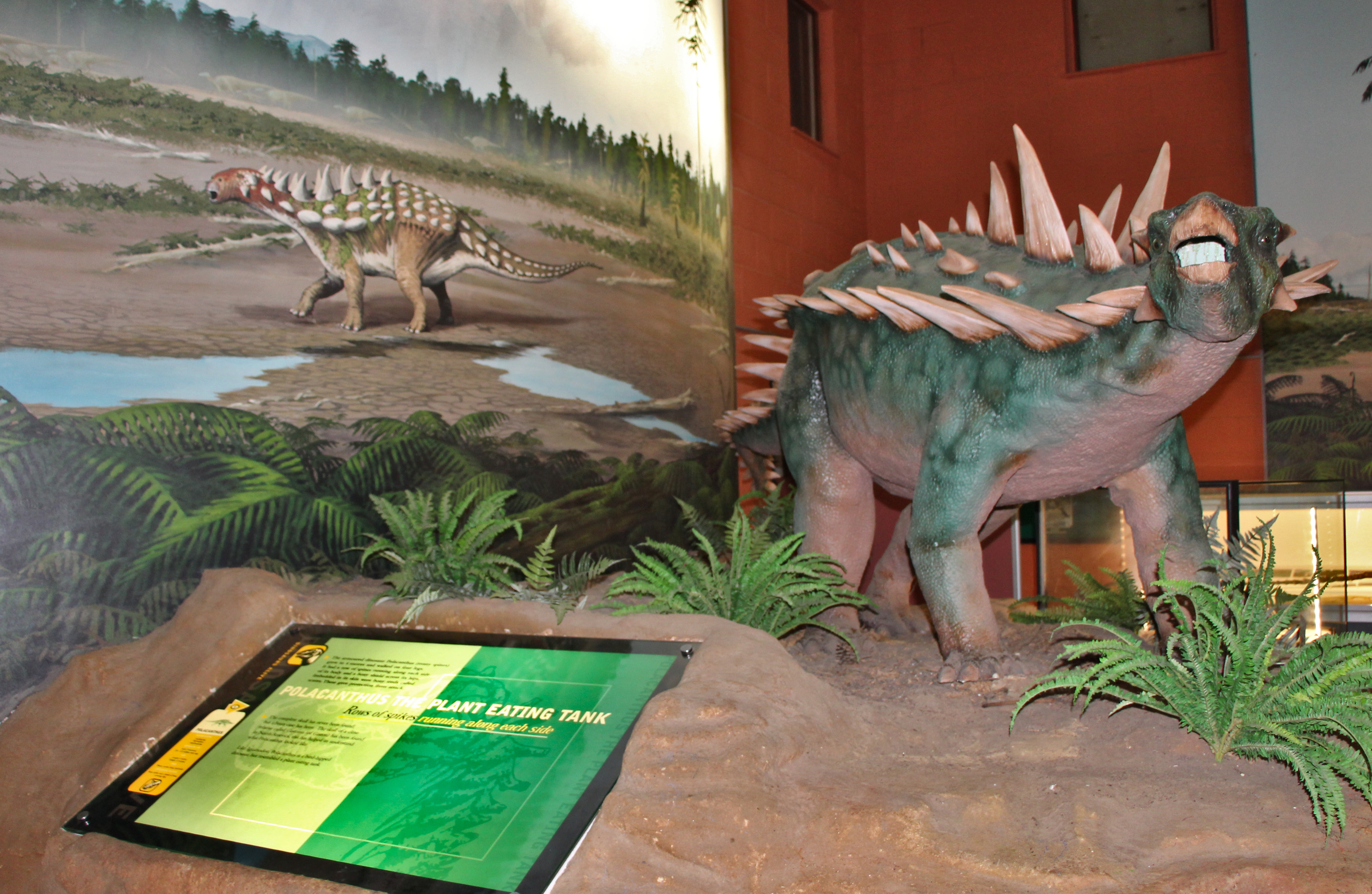
Polacanthus foxi modèle grandeur nature
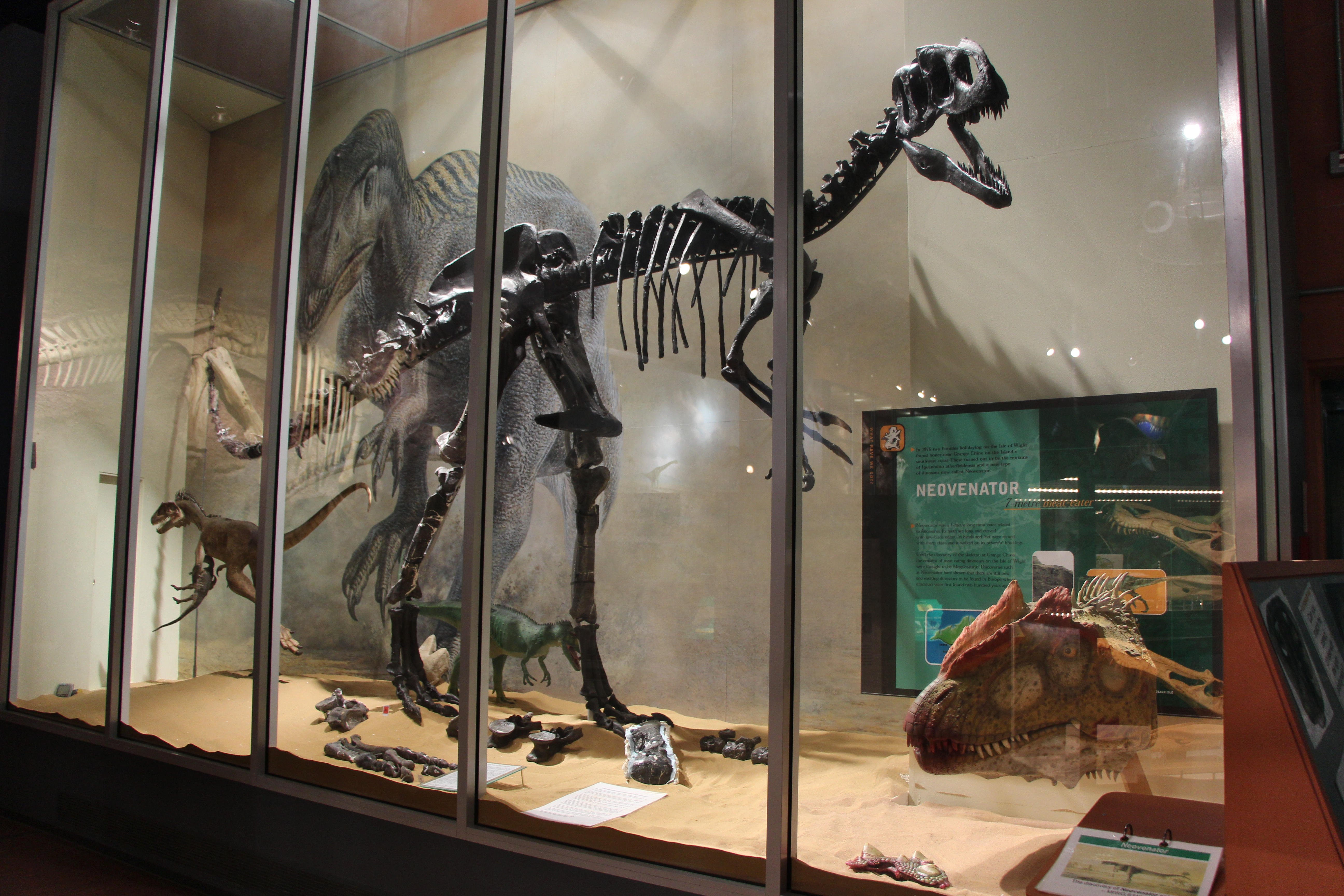
Neovenator Salerii découvert sur l'île de Wight
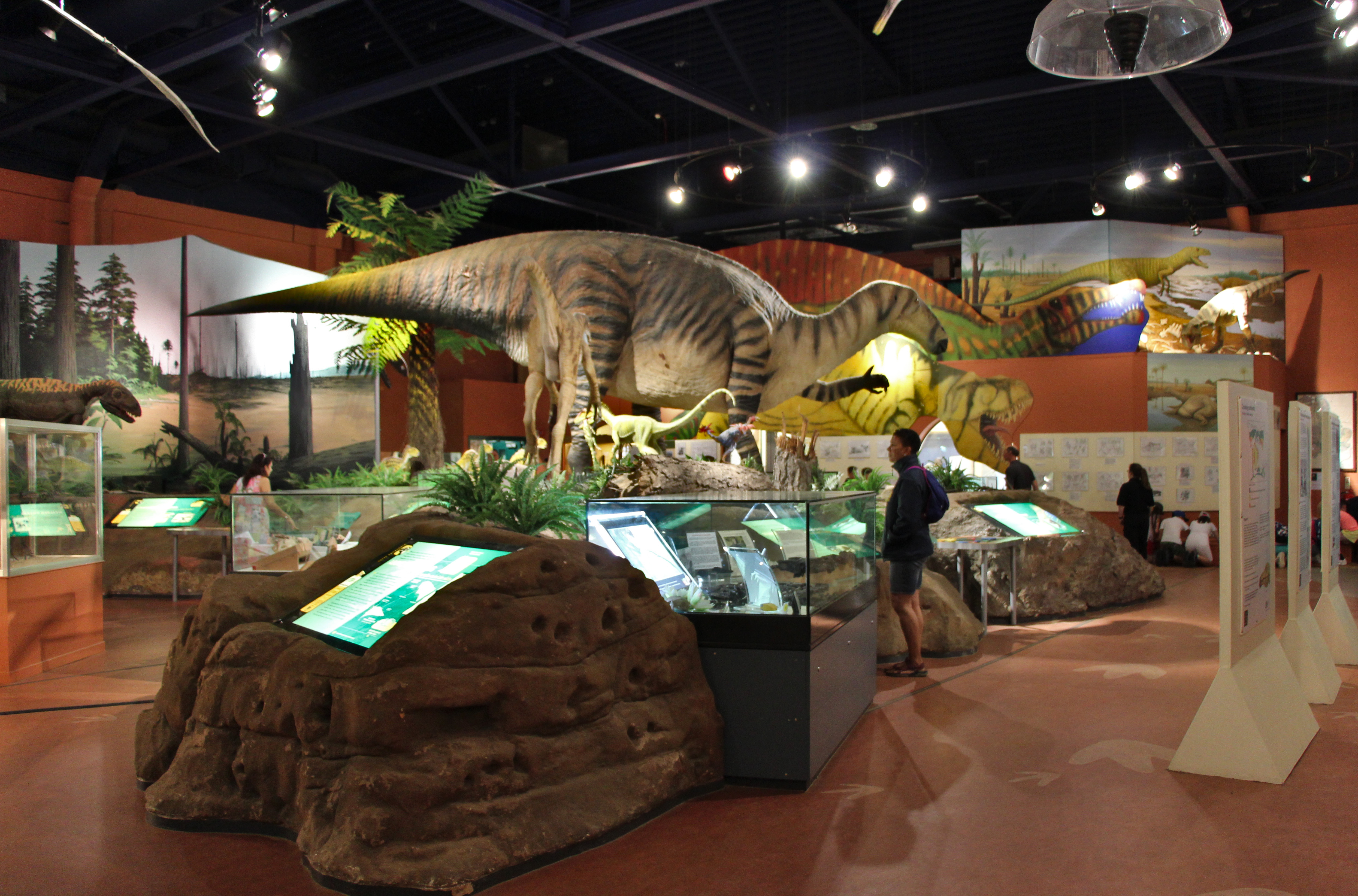
La salle consacrée aux dinosaures